# Rinorea mildbraedii
Rinorea mildbraedii är en violväxtart som beskrevs av M. Brandt. Rinorea mildbraedii ingår i släktet Rinorea och familjen violväxter. Inga underarter finns listade i Catalogue of Life.